# Веселовский, Фёдор Павлович
Фёдор Павлович Веселовский (около 1690 — после 1762) — дипломат петровского времени, тайный советник. Первый в российской истории церемониймейстер 5-го класса, куратор Московского университета. Брат Авраама и Исаака Веселовских.

## Биография
Сын крещёного еврея Павла Яковлевича Веселовского (ум. 1715), бывшего куратором немецких школ и комиссаром Аптекарской канцелярии в Москве, от брака с Марией Николаевной Аршеневской. Отец Ф. П. Веселовского также ведал делами московской гимназии, основанной Э. Глюком, где получили начальное образование сам Ф. П. Веселовский, а также его братья: Авраам Павлович Веселовский, в будущем дипломат, посол России в Австрии, Исаак Павлович Веселовский, один из руководителей Коллегии иностранных дел при императрице Елизавете Петровне и Фёдор Павлович Веселовский.
После обучения в гимназии Э. Глюка Веселовский был принят в Посольский приказ (которым заведовал двоюродный брат его отца П. П. Шафиров) переводчиком с немецкого и латинского языков. В 1707 году был назначен Петром I секретарём российского посольства в Риме, возглавляемого Б. И. Куракиным. Сопровождал Куракина в его поездках в Ганновер и Лондон. В 1711 году переведён в российское посольство в Копенгагене, в 1712 году назначен секретарём посольства. В 1714 году сопровождал Куракина в Брауншвейг, а в 1716 году — в Лондон.
С 1 февраля 1717 года исполнял обязанности резидента при английском дворе; 9 июня 1717 года утверждён резидентом в Лондоне. Участвовал в переговорах о возвращении города Висмара герцогу мекленбургскому; устроил в Лондоне православную церковь; через Веселовского велись переговоры о соединении англиканской и восточной церквей. В Лондоне был напечатан составленный им для английской королевы мемориал о сыне барона Герца. Помимо непосредственных посольских обязанностей, Веселовский занимался вербовкой квалифицированных специалистов, заключением выгодных для России торговых контрактов. Во время англо-русского конфликта 1719—1720 гг. не проявил необходимой проницательности, настойчивости и принципиальности, вследствие чего (а также ввиду сношений с братом Авраамом) лишился доверия Петра I и в феврале 1720 года был смещён с должности и определён секретарём посольства в Данию. Опасаясь ареста «за брата Авраама», отказался покинуть Великобританию: он писал, что поскольку его отзывают не для того, чтобы отправить в Данию, а для того, чтобы лишить его свободы за брата Авраама, то, чувствуя себя невинным, он никогда не выедет из Англии.
В 1727 и 1733 годах ходатайствовал перед российскими властями о возвращении на родину. Ещё при императрице Анне Иоанновне он начал посылать ценные сообщения вице-канцлеру, графу А. И. Остерману, о внутриполитическом положении Англии, парламентских новостях, событиях придворной жизни. Он заверил графа в желании «употребить последние дни живота своего к услугам отечества…, яко верному и всякому доброму подданному надлежит». Возможно, Веселовского намеренно не спешили впускать в Россию потому, что такой важный «канал» информации был нужен правящей верхушке именно в Лондоне.
Вернулся в Россию после воцарения императрицы Елизаветы Петровны. Состоял на военной службе. В 1744 году отвозил князю ангальт-цербстскому Христиану-Августу известительную грамоту о браке его дочери с наследником русского престола великим князем Петром Фёдоровичем. В ноябре 1743 года был назначен церемониймейстером российского императорского двора, с 1752 года — в отставке с присвоением чина генерал-майора.
Путешествуя за границей в 1756—1760 годы, по поручению И. И. Шувалова вёл переговоры с Вольтером о написании истории Петра I. В 1760 году назначен куратором Московского университета. Веселовский стал первым из кураторов, посетившим университет и переехавшим жить в Москву.
10 февраля 1761 года пожалован в кавалеры ордена св. Александра Невского.
В начале 1762 по распоряжению И. И. Шувалова Веселовский организовал в Московском университете обсуждение и доработку составленного профессорами проекта университетского Регламента, который в апреле 1762 был отправлен им на утверждение в Санкт-Петербург (но утверждён не был из-за скорого свержения императора Петра III).
С воцарением императрицы Екатерины II и последовавшей затем опалой И. И. Шувалова Веселовский отошёл от управления университетом и 18 ноября 1762 отправлен в отставку. Последние годы жизни, по-видимому, провёл за границей.